# Tamás Gruborovics
Tamás Ferenc Gruborovics (* 3. července 1984 Segedín) je finsko-maďarský fotbalový trenér a bývalý záložník.

## Biografie
Narodil se roku 1984 do rodiny fotbalisty Tibora Gruborovicse v Segedíně v tehdejší Maďarské lidové republice. Ještě v dětském věku se s rodiči přestěhoval do finského Mikkeli, kde mezi lety 1989 a 1995 odehrál 177 juniorských zápasů v barvách Mikkelin Palloilijat. V letech 2005 až 2007 hrál za Kuopion Palloseura, poté za IFK Mariehamn a následně za JJK Jyväskylä. Mezi lety 2013 a 2014 působil v klubu FC Inter Turku.
Studodoval psychologii na Jyväskylské univerzitě.